# Discografia de KLB
A discografia de KLB, uma banda de música pop brasileiro, compreende nove álbuns de estúdio, dois álbuns ao vivo, duas coletâneas, três DVDs e uma série de singles, videoclipes e aparições em outros álbuns.

## Álbuns

### Álbuns de estúdio
| Álbum                 | Detalhes                                                                                     | Vendas        | Certificações     |
| --------------------- | -------------------------------------------------------------------------------------------- | ------------- | ----------------- |
| KLB                   | - Lançamento: 4 de junho de 2000 - Formatos: CD - Gravadora: Sony                            | - : 1.500.000 | - PMB: Diamante   |
| KLB                   | - Lançamento: 3 de setembro de 2001 - Formatos: CD - Gravadora: Sony                         | - : 700.000   | - PMB: 2× Platina |
| KLB                   | - Lançamento: 1 de maio de 2002 - Formatos: CD - Gravadora: Sony                             | - : 300.000   | - PMB: Ouro       |
| KLB                   | - Lançamento: 6 de outubro de 2004 - Formatos: CD - Gravadora: Sony                          | - : 100.000   | - PMB: Ouro       |
| Obsessão              | - Lançamento: 16 de novembro de 2005 - Formatos: CD - Gravadora: Universal                   | - : 50.000    | - PMB: Ouro       |
| Bandas                | - Lançamento: 7 de maio de 2007 - Formatos: CD, download digital - Gravadora: Universal      |               |                   |
| Entre o Céu e a Terra | - Lançamento: 25 de novembro de 2008 - Formatos: CD, download digital - Gravadora: Universal | - : 10.000    |                   |
| 3D                    | - Lançamento: 25 de novembro de 2011 - Formatos: CD, download digital - Gravadora: Radar     | - : 50.000    |                   |

### Álbuns ao vivo
| Álbum           | Detalhes | Vendas      |
| --------------- | --- | ----------- |
| KLB: Ao Vivo    | - Lançamento: 10 de agosto de 2003 - Formatos: CD, download digital - Gravadora: Sony                                   | - : 130.000 |
| Um Novo Tempo   | - Lançamento: 19 de maio de 2015 - Formatos: CD, download digital - Gravadora: Radar Records                            |             |
| 20+2 Experience | - Lançamento: 22 de Dezembro de 2023 - Formatos: DVD, plataforma streaming, download digital - Gravadora: Radar Records |             |

### Coletâneas
| Álbum            | Detalhes |
| ---------------- | --- |
| Só Sucessos Nº 1 | - Lançamento: 4 de abril de 2004 - Formatos: CD - Gravadora: Sony                                                  |
| Sem Limite       | - Lançamento: 2 de setembro de 2008 - Formatos: CD, download digital - Gravadora: Sony                             |
| As 10 Mais       | - Lançamento: 10 de Outubro de 2024 - Formatos: Download Digital, Plataformas Streaming - Gravadora: Radar Records |

### Álbuns de vídeo
| Álbum           | Detalhes | Vendas     |
| --------------- | --- | ---------- |
| KLB: Ao Vivo    | - Lançamento: 10 de agosto de 2003 - Formatos: CD, download digital - Gravadora: Sony                                   | - : 25.000 |
| 3D              | - Lançamento: 25 de novembro de 2011 - Formatos: CD, download digital - Gravadora: Radar                                |            |
| Um Novo Tempo   | - Lançamento: 19 de maio de 2015 - Formatos: CD, download digital - Gravadora: Radar                                    |            |
| 20+2 Experience | - Lançamento: 22 de Dezembro de 2023 - Formatos: DVD, plataforma streaming, download digital - Gravadora: Radar Records |            |

## Singles

### Como artista principal
| Título                                      | Ano  | Posições                 | Álbum                 |
| Título                                      | Ano  | BRA Top10 IstoÉ Gente    | Álbum                 |
| ------------------------------------------- | ---- | ------------------------ | --------------------- |
| "A Dor Desse Amor"                          | 2000 | Tabela criada em 2002    | KLB                   |
| "Ela não Está Aqui"                         | 2000 | Tabela criada em 2002    | KLB                   |
| "Estou em Suas Mãos"                        | 2000 | Tabela criada em 2002    | KLB                   |
| "Por Que Tem Que Ser Assim?"                | 2001 | Tabela criada em 2002    | KLB                   |
| "Ainda Vou Te Encontrar"                    | 2001 | Tabela criada em 2002    | KLB                   |
| "Minha Timidez"                             | 2001 | Tabela criada em 2002    | KLB                   |
| "Te Amar Ainda Mais"                        | 2001 | Tabela criada em 2002    | KLB                   |
| "Olhar 43"                                  | 2002 | Tabela criada em 2002    | KLB                   |
| "A Cada Dez Palavras"                       | 2002 | 1                        | KLB                   |
| "Nunca Deixe de Sonhar" (solo ou com Rouge) | 2002 | —                        | KLB                   |
| "Só Dessa Vez"                              | 2002 | 7                        | KLB                   |
| "Por Causa de Você"                         | 2003 | 4                        | KLB: Ao Vivo          |
| "Vem de Uma Vez"                            | 2003 | —                        | KLB: Ao Vivo          |
| "Não Olhe Assim"                            | 2004 | 5                        | Só Sucessos Nº 1      |
| "Chuvas de Verão"                           | 2004 | 6                        | Só Sucessos Nº 1      |
| "A Ilha"                                    | 2004 | 7                        | KLB                   |
| "Carolina"                                  | 2005 | 8                        | KLB                   |
| "Um Anjo"                                   | 2005 | 2                        | Obsessão              |
| "Obsessão" (part. Pregador Luo)             | 2005 | —                        | Obsessão              |
| "Giuliana"                                  | 2006 | Tabela encerrada em 2005 | Obsessão              |
| "Todo Azul do Mar"                          | 2007 | Tabela encerrada em 2005 | Bandas                |
| "Amor de Verdade"                           | 2008 | Tabela encerrada em 2005 | Entre o Céu e a Terra |
| "Vai"                                       | 2011 | Tabela encerrada em 2005 | 3D                    |
| "Vão Passando os Minutos"                   | 2015 | Tabela encerrada em 2005 | Um Novo Tempo         |
| "Não Tem Eu Sem Ter Você"                   | 2015 | Tabela encerrada em 2005 | Um Novo Tempo         |

### Como artista convidado
| Título                                                    | Ano  | Álbum                         |
| --------------------------------------------------------- | ---- | ----------------------------- |
| "A Garota de Ontem" (Zezé Di Camargo & Luciano part. KLB) | 2008 | Não adicionado à nenhum álbum |

## Outras aparições
| Título                         | Ano  | Outros artistas                       | Álbum                          |
| ------------------------------ | ---- | ------------------------------------- | ------------------------------ |
| "Jesus Verbo, Não Substantivo" | 2000 | Padre Marcelo Rossi e vários artistas | Jesus Verbo, Não Substantivo   |
| "Muito Estranho"               | 2001 | —                                     | Picara Sonhadora               |
| "Alguém na Multidão"           | 2003 | —                                     | Jovens Tardes                  |
| "Help"                         | 2003 | —                                     | Jovens Tardes                  |
| "Sensação"                     | 2003 | —                                     | Chocolate com Pimenta          |
| "Um Sonho a Dois"              | 2003 | Joanna                                | Todo Acústico                  |
| "Sou um Milagre"               | 2008 | —                                     | Paz Sim, Violência Não: Vol. 2 |
| "Estou Morrendo aos Poucos"    | 2009 | —                                     | Poder Paralelo                 |